# Día Mundial de los Pastos Marinos
El Día de los Pastos Marinos es una jornada que se celebra anualmente el 1 de marzo desde 2023 establecida por la Asamblea General de las Naciones Unidas el 23 de mayo de 2022.

## Proclamación
En mayo de 2022, la Asamblea General de la ONU proclamando el 1 de marzo como el Día de los Pastos Marinos. Esta decisión subraya la urgencia de concienciar y promover acciones para la conservación de los pastos marinos, cruciales para el logro de los Objetivos de Desarrollo Sostenible (ODS). La iniciativa busca destacar la importancia de estos ecosistemas para la salud planetaria y el desarrollo sostenible.

## Celebración
El Día Mundial de los Pastos Marinos se celebra cada 1 de marzo, una fecha deliberadamente elegida para resaltar la relevancia crítica de estos ecosistemas marinos. La primera celebración tuvo lugar en 2023, este día marca el inicio de una campaña global enfocada en elevar la conciencia sobre la urgente necesidad de conservar y proteger los pastos marinos. Estos ecosistemas enfrentan una preocupante tasa de degradación, perdiéndose aproximadamente un 7% anualmente, lo cual se traduce en la desaparición de un área de pasto marino equivalente a un campo de fútbol cada 30 minutos. Esta alarmante pérdida subraya la imperiosa necesidad de acciones inmediatas para su preservación. La selección del 1 de marzo refleja como día conmemorativo refleja el compromiso global por salvaguardar los pastos marinos, reconociendo su papel insustituible como sustentadores de la  biodiversidad marina, como sumideros de carbono eficientes y en la mitigación de los efectos del cambio climático.